# باتسي فولي
باتسي فولي (بالإنجليزية: Patsy Foley)‏ هو لاعب قذف أيرلندي، ولد في 1943 في Clara, County Kilkenny ‏ في جمهورية أيرلندا.